# 4825 Ventura
A 4825 Ventura (ideiglenes jelöléssel 1988 CS2) a Naprendszer kisbolygóövében található aszteroida. Eric Walter Elst fedezte fel 1988. február 11-én.